# Дејан Патаковић
Дејан Патаковић (Београд, 23. мај 1941 — Београд, 27. април 2019) био је југословенски и српски новинар, карикатуриста и хумориста. Већи део каријере провео је као уредник дневног листа Политика, а писао је и телевизијске сценарије.

## Биографија и каријера
Рођен је 23. маја 1941. године у Београду. Дипломирао је историју уметности на Филозофском факултету у Београду, а прву карикатуру објавио је 1958. године у часопису Јеж.
Већи део каријере провео је као уредник дневног листа Политике, 25 година као уредник у „Политици Експрес”, а деценију и по као главни уредник магазина „Хупер”. Сатиричну рубрику „Кактус”, у „Експресу”, писао је 23 године.
Поред новинарског рада, писао је химну за емисију „Време спорта и разоноде” Радио Београда, а пописује и око 300 епизода емисија „Јовановићи”, „Поподне једног пауна”, и многих других.
Од 1967. године сарађивао је са Милованом Илићем на радио емисији „Минимакс”. Две године писао је текстове за Бату Живојиновића у Јутарњем програму Телевизије Београд. На Радио Београду 202 две године је водио забавно-музичку емисију „Круг двестадвојком”.
Током каријере писао је сценарија и за телевизије Сарајево и Загреб, док је на ТВ Београд сарађивао са Јованом Ристићем на телевизијској емисији Седам плус седам која је освојила „Сребрну ружу“ на фестивалу у Порторожу и учествовала на фестивалу „Златна ружа Монтреа”.
Објавио је три диска за дечјим песмама, сарађивао са Борисом Бизетићем, Седморицом младих и многим другим музичарима.
Преминуо је 27. априла 2019. године у Београду.

## Награде
- Награда „Јован Хаџи Костић” за најбољег афористичара године[1]
- Признање „Слободан Костић” за хумор и сатиру
- Награда Културно просветне заједнице „Златни беочуг”, за трајни допринос култури[4]